# Jewgienij Kołomijec
Jewgienij Walentinowicz Kołomijec (ros. Евгений Валентинович Коломиец; ur. 5 czerwca 1986 w Ludwipolu na Ukrainie) – rosyjski zapaśnik startujący w stylu wolnym. Czternasty w Pucharze Świata w 2012. Akademicki mistrz świata w 2008. Trzeci w mistrzostwach Rosji w 2016 roku.